# Lizenzserver
Ein Lizenzserver ist ein Server, der in Großeinrichtungen wie Unternehmen und Hochschulen die Software-Lizenzen kommerzieller Programme regelt. Insbesondere beim Concurrent-User-Lizenzmodell, bei dem die maximale Anzahl gleichzeitig aktiver Benutzer lizenziert ist, kommen Lizenzserver zum Einsatz.
Bekannt ist z. B. der K2 KeyServer von Sassafras Software.